# ماي كولينز
ماي كولينز (بالإنجليزية: May Collins)‏ هي ممثلة أمريكية، ولدت في 26 مايو 1903 في إيست أورانج في الولايات المتحدة، وتوفيت في 6 مايو 1955 في فيرفيلد في الولايات المتحدة.

## وصلات خارجية
- ماي كولينز على موقع IMDb (الإنجليزية)
- ماي كولينز على موقع أول موفي (الإنجليزية)
- ماي كولينز على موقع قاعدة بيانات برودواي على الإنترنت (الإنجليزية)
- ماي كولينز على موقع كينوبويسك (الروسية)